# Jaguar Type D

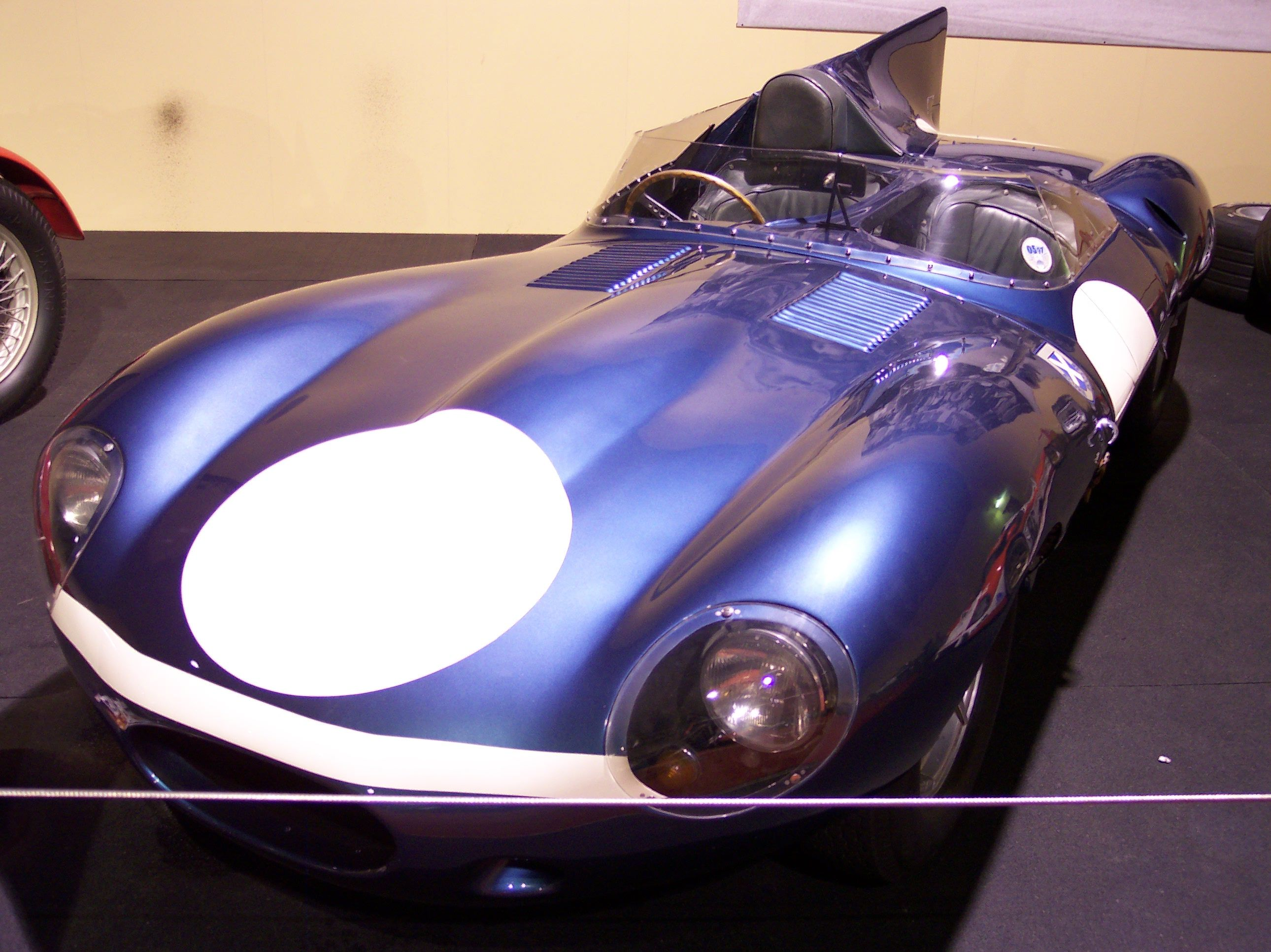
La Jaguar XKD 606 3.4 L I6 de l'équipage vainqueur des 24 Heures du Mans 1956, Sanderson et Flockhart.

La Jaguar  Type D est une automobile de course produite par le constructeur automobile britannique Jaguar. Comme son nom l'indique, elle remplace la Jaguar C-Type et précède la Jaguar Type E. Victorieuse aux 24 Heures du Mans en 1955, 1956 et 1957, la Jaguar D-type est une des vedettes de l'épreuve.
Pourtant, la naissance en 1954 de la  Type D n'était pas nécessaire au constructeur étant donné que la  Type C s'était d'ores et déjà particulièrement illustrée dans l'épreuve mancelle et lui avait apporté suffisamment de notoriété. Jaguar décide néanmoins de prolonger son engagement, probablement en raison de son statut à défendre dans l'épreuve ainsi que des intéressants problèmes sur les automobiles restant encore à résoudre, voire aussi tout simplement pour le plaisir.
La Type D sera déclinée en deux versions : « museau court » (short nose) et « museau long » (long nose). Le nez court courait au Mans en 1954, et après les essais en Avril Jaguar avait riveté la dérive derrière l'appuie-tête pour stabiliser la voiture sur la ligne droite. Egalement, le spot a été mis dans la carrosserie au lieu d'être dans la bouche. Les voitures vendues aux public ne portaient pas la dérive. Le pare-brise était monoplace, que pour le pilote, mais les règles de 24 Heures 1956 ont requis un pare-brise complet, plus deux au lieu d'une portière. Hawthorn a remporté l'épreuve en 1955 avec un pare-brise simple, Ecurie Ecosse en 1956 avec le short nose et pare-brise complet.

## Genèse
La genèse de la Jaguar Type D est le résultat de l'expérience de Jaguar en compétition automobile, dont l'engagement débuta en 1948 avec la XK120 puis fut prolongé par la suite par la Type C.
Apparue au printemps 1954, cette remplaçante de la C-Type ne possède pas alors de nom officiel. Les rumeurs parlent cependant de « C-Type Mk II » ou « Type D ». C'est finalement ce dernier qui restera.
À la suite d'une modification du règlement régissant les compétitions automobiles, limitant désormais la cylindrée des motorisations à trois litres, la Jaguar Type D se retrouve de facto exclue et devient obsolète en 1958.

## Compétition
La Jaguar Type D signe sa première victoire mancelle en 1955, parcourant 4 135 km à une moyenne de 172 km/h, un record à l'époque. Portant le numéro 6, elle est pilotée par Mike Hawthorn et Ivor Bueb, qui seuls terminent l'épreuve sur les trois Jaguar engagées. La no 8 de Norman Dewis et Don Beauman termine dans le sable après onze heures de course tandis que la no 7, pilotée par Tony Rolt et Duncan Hamilton, doit interrompre sa course en raison d'ennuis mécaniques. En 1956 Ninian Sanderson et Ron Flockhart sont les vainqueurs, puis ce même Ron Flockhart cette fois associé à Ivor Bueb en 1957. Au terme de la saison 1961, la D-Type remporte encore le Championnat d'Australie GT (en) avec Frank Matich.

### Autres victoires en endurance
- 12 Heures de Reims : 1954
- 12 Heures de Sebring : 1955
- 6 Heures de Torrey Pines : 1956
- 12 Heures de Reims : 1956
- 6 Heures de Pomona : 1958

## Les freins à disque
La Jaguar Type D est une des premières voitures au monde à être équipée de freins à disques, qui ont été développés en collaboration avec Dunlop et (en) Girling. Ces freins sont plus puissants que les freins à tambours et résistent mieux à l'échauffement provoqué par les freinages successifs au fil de la course. Ils ont constitué l'arme secrète de Jaguar pour son retour en course d'endurance en 1953, et c'est en partie grâce à cette innovation qu'ils ont pu gagner les éditions 1953, 1955, 1956, 1957 des 24 Heures du Mans.

## Le Mans 1955
L'édition 1955 des 24 Heures du Mans fut marqué par ce qui aujourd'hui demeure la plus meurtrière des catastrophes enregistrées lors d'une course automobile. Vers 18 h 28, la Jaguar Type D de Mike Hawthorn s'apprête à ravitailler. Ce dernier se rend compte qu'il arrive beaucoup trop vite et après avoir dépassé Lance Macklin (sur Austin-Healey) se range devant lui et freine violemment. Très surpris par la manœuvre de la Jaguar, Macklin freine à son tour mais ne peut éviter le coup de volant malgré ses quatre freins à disques. Pour éviter la collision avec la voiture de Mike Hawthorn, il n'eut donc d'autres choix que de partir vers la gauche mais il va surprendre à son tour Pierre Levegh sur Mercedes 300 SLR qui ne peut éviter la collision. La Mercedes s'envola dans les gradins tuant plus de 80 personnes (et son infortuné pilote) et en blessa une centaine. 
La différence d'efficacité de freinage entre la Jaguar Type D et l'Austin-Healey avancée comme étant l'un des facteurs majeurs à l'origine de ce drame relève, en revanche, de l'idée reçue puisque l'Austin-Healey 100S fut la première voiture équipée de série de freins à disques Dunlop, ce qu'attestent les différents clichés de l'auto avant et après l'accident.

## Design

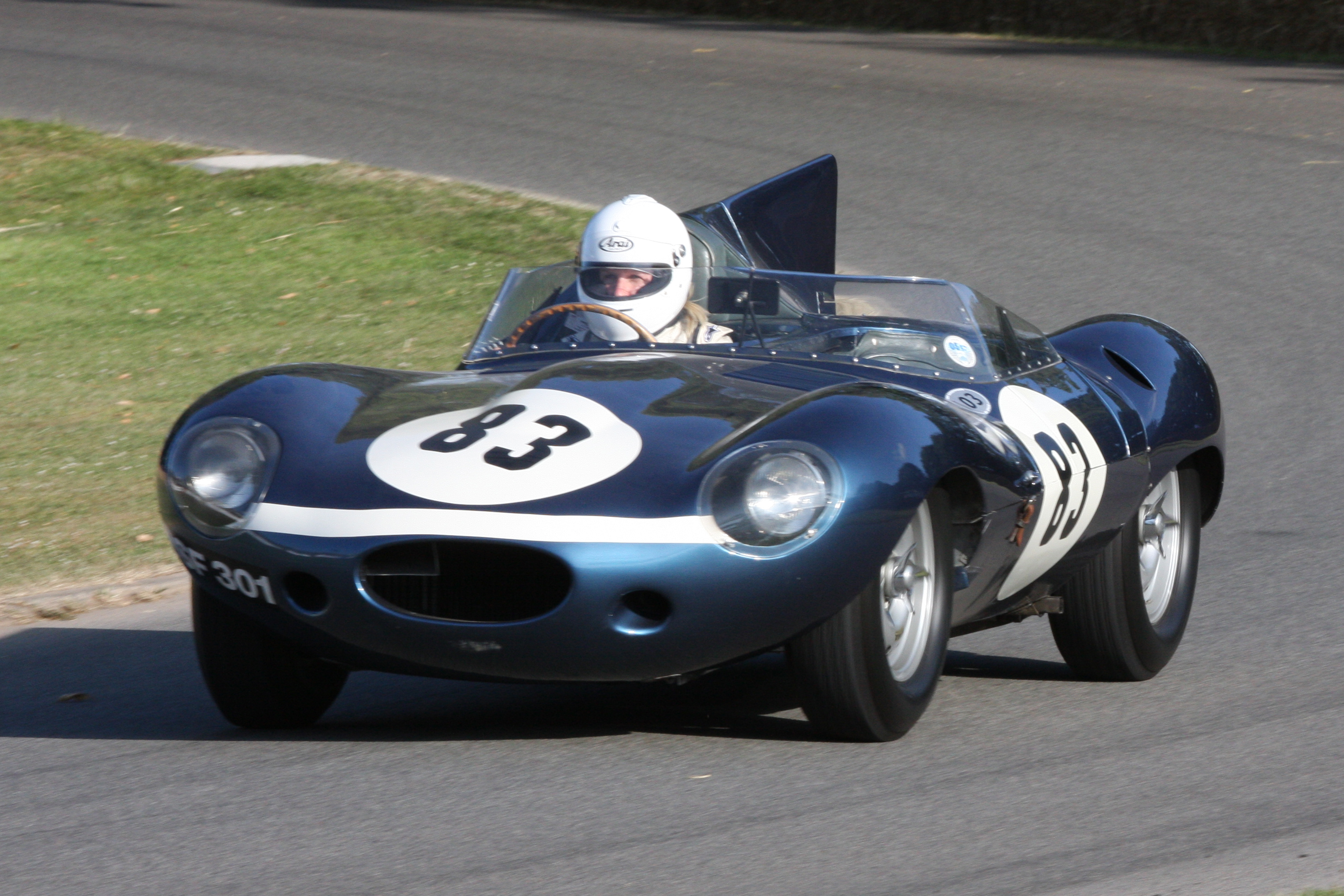
Jaguar D-Type « museau long et aileron haut ».

Le dessin indéniablement fluide de la Jaguar Type D est le résultat du travail de l'aérodynamicien Malcolm Sayer. Engagé chez Jaguar au début des années 1950, celui-ci « rénove » le style des modèles du constructeur anglais. Ses connaissances en aérodynamique lui permettent d'améliorer les performances des modèles de course, sur lesquels il travaille en collaboration avec William Lyons et Bill Heynes.
La Type D est reconnaissable à son long capot et à un arrière effilé prolongé par une dérive originale — la Type D est la seule, en 1955, à avoir opté pour un tel appendice — placée derrière l'appui-tête du pilote afin d'augmenter la stabilité à haute vitesse, elle est conçue sans calandre. Seul un orifice central et ovale permet d'alimenter en air le moteur. Les jantes sont des Dunlop bi-métal 16 pouces. L'échappement latéral est parfois remplacé par un échappement arrière. Quatre évolutions de carrosserie se succèdent : museau court et pare brise monoplace, dérive fine rivetée, pare brise biplace, museau long et dérive intégrée courte, puis dérive longue. Les dernières caisses sont utilisées pour fabriquer la XKSS, version de route pour le marché américain avec capote, pare-chocs et porte bagages (l'une des routières les plus rapides de son temps).

## Technique et performances
La Jaguar Type D est propulsée par un moteur de six cylindres en ligne de 3 442 cm3 de cylindrée, développant 241 ch.Les derniers exemplaires construits reçoivent un 3,8 litres et certains sont ensuite re-motorisées en 3 litres pour concourir dans cette classe de cylindrée. Elle est techniquement audacieuse pour l'époque, étant donné qu'elle adopte une carrosserie à structure monocoque ainsi que des freins à disques sur les quatre roues, système de freinage encore peu utilisé à cette époque. Seuls le bloc moteur en fonte et le pont arrière rigide, ainsi que la longue course des pistons, limitant le régime, trahissent la conception ancienne. Sa mécanique et son aérodynamisme travaillé lui permettent néanmoins d'atteindre une vitesse maximale de 260 km/h.

## Constructeur de répliques
- Lynx Motors